# POODLE
POODLE("Padding Oracle On Downgraded Legacy Encryption")은 SSL 3.0에 대한 폴백을 활용하는 보안 취약점이다. 공격자가 이 취약점을 성공적으로 악용하는 경우 평균적으로 1바이트의 암호화된 메시지를 공개하기 위해 SSL 3.0 요청을 256회만 하면 된다. 구글 보안 팀의 보도 뮐러(Bodo Möller), 타이 두옹(Thai Duong), 크시슈토프 코토비츠(Krzysztof Kotowicz)가 이 취약점을 발견했다. 그들은 2014년 10월 14일에 취약점을 공개적으로 공개했다(다만 문서 날짜가 "2014년 9월"로 되어 있음). 2014년 12월 8일, TLS에 영향을 미치는 POODLE 취약점의 변종이 발표되었다.
원래 POODLE 공격과 관련된 CVE-ID는 CVE-2014-3566이다. F5 네트웍스도 CVE-2014-8730에 대해 출원했다.